# Цетел
Цетел (њем. Zetel) општина је у њемачкој савезној држави Доња Саксонија. Једно је од 8 општинских средишта округа Фрисланд. Према процјени из 2010. у општини је живјело 11.745 становника. Посједује регионалну шифру (AGS) 3455027, NUTS (DE94A) и LOCODE (DE ZET) код.

## Географски и демографски подаци
Цетел се налази у савезној држави Доња Саксонија у округу Фрисланд. Општина се налази на надморској висини од 10 метара. Површина општине износи 81,26 km². У самом мјесту је, према процјени из 2010. године, живјело 11.745 становника. Просјечна густина становништва износи 106 становника/km².